# Amsterdamse Hogeschool voor de Kunsten

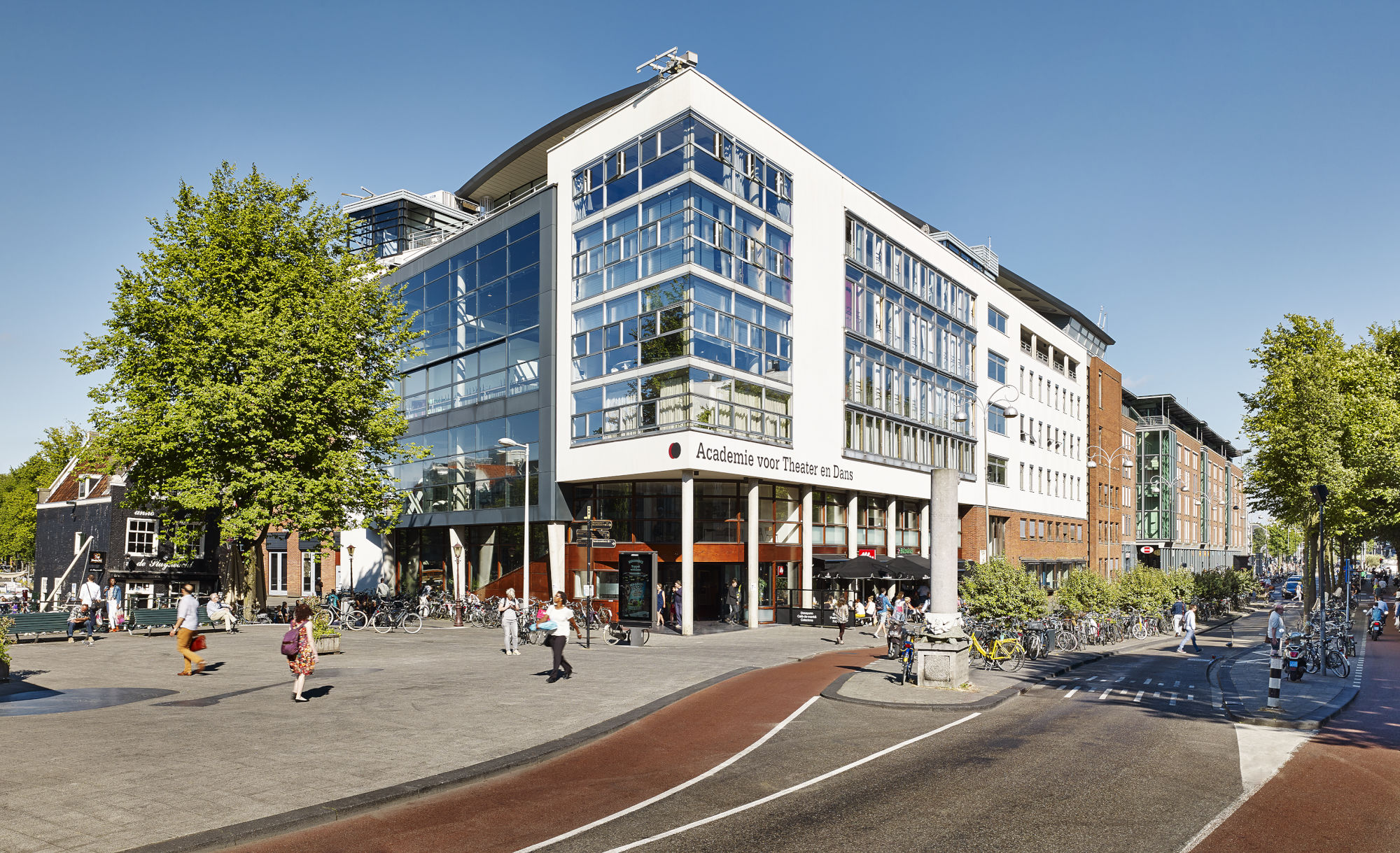
Amsterdamse Hogeschool voor de Kunsten (2020)

Amsterdamse Hogeschool voor de Kunsten (Deutsch: Amsterdamer Kunstschule oder Amsterdamer Schule der Künste oder Amsterdamer Kunsthochschule; kurz AHK) ist eine niederländische Hochschuleinrichtung für die Künste.

## Überblick
Die Hochschule entstand 1987 durch den Zusammenschluss der Amsterdamer Akademie für Architektur (Academie van Bouwkunst), die Akademie für Theater und Tanz (Academie voor Theater en Dans), die Breitner-Akademie (Breitner Academie), das Konservatorium von Amsterdam (Conservatorium van Amsterdam), die Niederländische Filmakademie (Nederlandse Filmacademie) und die Reinwardt-Akademie (Reinwardt Academie) umfasst. Im Jahr 1994 erfolgte eine Fusion mit dem Sweelinck Conservatorium, wodurch das Conservatorium van Amsterdam entstand. In der Folge fanden noch mehrere Bereinigungen von Kunstinstituten und Studiengängen statt.
Es werden über 70 Studienprogramme (Bachelor, Master, Zertifikate, Diplome) angeboten, zahlreiche in Voll- und/oder Teilzeit, zahlreiche in niederländischer und/oder englischer Sprache.

## Siehe
- Liste der Hochschulen in den Niederlanden